# Paumelle
Paumelle är en udde i Antarktis. Den ligger i Västantarktis. Argentina, Chile och Storbritannien gör anspråk på området.
Terrängen inåt land är platt åt nordväst, men åt sydost är den kuperad. Havet är nära Paumelle åt nordväst. Trakten är obefolkad. Det finns inga samhällen i närheten. 